# Puig de Gallifa
El Puig de Gallifa és una muntanya de 90 metres que es troba al municipi de Mont-ras, a la comarca catalana del Baix Empordà.